# Przemysław II cieszyński
Przemysław (Przemysł, Przemko) II cieszyński (ur. ok. 1420, zm. 18 marca 1477), książę cieszyński i głogowski (formalnie od 1431), do 1442 razem z braćmi, w wyniku podziału na połowie Bielska i Skoczowie (formalnie także w Cieszynie), 1460–1476 na połowie Głogowa i Ścinawy, od 1468 w Cieszynie, od 1474 całe Bielsko)
Przemysław II był trzecim pod względem starszeństwa synem księcia cieszyńskiego Bolesława I i Eufemii mazowieckiej.
W chwili śmierci ojca w 1431 małoletni został formalnym władcą w Księstwie Cieszyńskim pod opieką matki i braci. Formalny podział ojcowizny nastąpił 29 listopada 1442 wtedy też Przemko objął dział cieszyński (faktyczne rządy sprawował tu jednak nadal starszy brat Wacław), bielski (razem z bratem Bolkiem II) i skoczowski (samodzielnie).  
Przemysław II starał się prowadzić aktywną politykę. U progu swoich rządów wyraził m.in. zgodę na sprzedaż księstwa siewierskiego biskupowi krakowskiemu Zbigniewowi Oleśnickiemu, w zamian za co otrzymał od Wacława I 500 grzywien srebra. W 1447 razem z bratem Bolkiem II uczestniczył w zjeździe w Krakowie, gdzie poparł Polskę w sporze o Siewierz. 
W 1447 zmarła matka Przemysława Eufemia, co umożliwiło księciu ostateczne przejęcie, razem z bratem Bolkiem jej wiana w Skoczowie i Frysztacie. 
W 1452 zmarł młodszy brat Przemysła Bolko II, pozostawiając jedynego syna Kazimierza. Opiekę nad małoletnim bratankiem przejął wówczas właśnie Przemysł.
Od początku Przemysław angażował się w politykę międzynarodową. Najpierw związał się z narodowym królem czeskim Jerzym z Podiebradów, jednocześnie utrzymując dobre stosunki z dworem polskim. Między innymi gościł w Cieszynie Elżbietę Rakuszankę, gdy ta podążała w 1454 do Krakowa na ślub z Kazimierzem Jagiellończykiem. Dobrych stosunków nie pogorszył nawet spór pomiędzy Polską a księciem oświęcimskim Janem IV - 1 lipca 1457 zgodził się na rozwiązania Krakowa względem tego księstwa.
Trzy lata później Przemysław doprowadził do pojednawczego spotkania pomiędzy polskim królem i Jerzym z Podiebradów w Bytomiu, gdzie pełnił rolę rozjemcy. Kolejnej mediacji podjął się 9 czerwca 1461 pomiędzy Janem IV Oświęcimskim a królem Polskim.
W 1460 po śmierci kolejnego brata, Władysława, Przemysław objął też dział głogowski. W tym samym roku pojął za żonę księżniczkę Annę, córkę Bolesława IV, księcia mazowieckiego. Z małżeństwa tego nie doczekał się upragnionego syna, tylko córkę Jadwigę, późniejszą żonę Stefana z rodu Zapolyów. 
Polityka Przemysława II, która miała doprowadzić do zbliżenia Polski i Czech, zaowocowała ponownym spotkaniem obu władców w Głogowie (1462), gdzie właściwie zadecydowały się późniejsze losy korony czeskiej (przekazanie jej w ręce Jagiellonów). W nagrodę za swoje działania Przemysław otrzymał w czasowe posiadanie Wałaskie Międzyrzecze. 
W 1466 książę wziął aktywny udział w wyprawie Jerzego z Podiebradów na Kłodzko, co spowodowało napięcie stosunków Cieszyna z potężnym Wrocławiem. 
W 1469 Przemysław uczestniczył w elekcji ołomunieckiej króla Węgier Macieja Korwina, który został wówczas wyniesiony do godności króla Czech, głównie dzięki staraniom papieża Pawła II i katolickiej szlachty czeskiej. Na pewien czas książę zbliżył się do węgiersko-czeskiego króla, biorąc nawet udział w wojnie przeciwko jego wrogom na Górnym Śląsku. 
Okazało się jednak, że Maciej Korwin nie tylko nie wynagrodził Przemysława za wysiłki, przekazując zdobyte ziemie innym sprzymierzeńcom, ale także dążył do pozbawienia go władzy w Księstwie Cieszyńskim oraz odebrania Cieszynowi autonomii. W tej sytuacji Przemysław II w 1471 przeszedł do opozycji wobec króla, wspierając kandydaturę na króla Czech Władysława Jagiellończyka. Losy jego księstwa stały się coraz mniej pewne. 
Próbując lawirować pomiędzy Polską, Czechami a Węgrami w 1473 wsparł Macieja Korwina w jego wojnie przeciwko Wacławowi III, księciu rybnickiemu. Brak jednak korzyści ze wspólnego zwycięstwa ostatecznie zniechęciły Przemysława do współpracy z zaborczym węgierskim monarchą. 
W 1474 zmarł ostatni już z braci Przemka, książę cieszyński Wacław, co umożliwiło zjednoczenie w jego rękach większości ojcowizny (bezpowrotnie przepadł tylko Siewierz i księstwo bytomskie). 
Wzrost znaczenia Przemysława nie spodobał się jednak Maciejowi Korwinowi, który uzyskawszy od Kazimierza Jagiellończyka gwarancję swoich rządów wysunął w 1475 na zjeździe w Raciborzu pretensje do władztwa księcia cieszyńskiego, grożąc całkowitym pozbawieniem go dziedzictwa jeżeli ten nie zapłaci ogromnej kontrybucji. Od ostatecznego upadku wybawiła księcia wyprawa wojsk polskich przeciwko Korwinowi, poprowadzona przez Jakuba z Dębna, który wsparł obronę Cieszyna. Przemysław II musiał jednak wyrazić zgodę na zagarnięcie przez króla w 1476 dóbr głogowsko-ścinawskich. 
Sterany niepokojem o los księstwa Przemysław II zmarł 18 marca 1477, nie pozostawiając następcy. Na książęcym tronie w Cieszynie zasiadł więc bratanek Przemysława, Kazimierz II, syn Bolesława II. Został pochowany w kościele dominikanów w Cieszynie.